# 子安宣邦
子安 宣邦（こやす のぶくに、1933年2月11日 - ）は、日本の思想史家。専門は日本思想史（近世・近代）。学位は、文学博士（大阪大学・論文博士・1987年）（学位論文「伊藤仁斎研究」）。大阪大学名誉教授。

## 略歴
1933年、神奈川県川崎市生まれ。東京大学文学部倫理学科卒業。同大学院人文科学研究科博士課程満期退学。横浜国立大学教育学部助教授（哲学・倫理学教室）、大阪大学文学部教授を務めた。1987年、「伊藤仁斎研究」で大阪大学より文学博士の学位を取得。1996年に定年退官し、名誉教授となった。その後も東京家政学院筑波女子大学国際学部教授として教鞭をとった。日本思想史学会の会長も務めた。
「思想」（岩波書店）や「日本思想史学」（ぺりかん社）などの純学術雑誌のほか、「現代思想」（青土社）や「批評空間」にも精力的に論文を寄稿していた。また、「江戸の思想」（ぺりかん社）全10号は自身が編者を勤めた。

## 業績
日本近世儒学の研究
フランスの思想史家ミシェル・フーコーの言説論に大きな影響を受けて『「事件」としての徂徠学』（1990年）を著した。思想家を内在的に理解することや自分の歴史哲学の中に当てはめることではなく、思想を言説として捉え、その歴史的な展開を辿っていくという新しい思想史の方法論は、日本思想史研究に新たな潮流を巻き起こした。通説の丸山眞男「自然と作為」（『日本政治思想史研究』）による荻生徂徠解釈を批判し、「制作」論を展開している。徂徠学の登場は江戸文人の世界で衝撃を以て受け止められ、懐徳堂学派による批判や本居宣長や水戸学への影響など様々な反響を起こした。『徂徠学講義』では、荻生徂徠の難解な著作『弁名』の読解を行っており、「制作」論と徂徠の政治思想の関係を論じている。
伊藤仁斎については、『伊藤仁斎』『伊藤仁斎の世界』『仁斎学講義』で論じている。
『思想史家の読む論語』では、朱子、伊藤仁斎、荻生徂徠、渋沢栄一らの注釈によって日本思想史上の『論語』読みの多様なあり方を示している。『仁斎論語』は伊藤仁斎『論語古義』の現代語訳。
国学の研究
すでに初の単著『宣長と篤胤の世界』（1977）で本居宣長の新しい解釈を示していたが、『「宣長問題」とは何か』（1995）では、本居宣長の古事記や源氏物語などの実証的な文献研究と、過激な排外主義的主張が矛盾しているという加藤周一の主張に対し、本居宣長の『古事記伝』の実証性の背後には恣意的な漢意排除が行われているのであり、それを矛盾と感じること自体が無自覚な近代性の江戸時代への投影なのであると述べている。『本居宣長』は岩波新書（のち岩波現代文庫）の一冊として刊行された、「古事記伝」の分析であり、こちらも宣長の「実証性」に先だって「日本」というナショナル・アイデンティティの創出という目的が存在しているとし、このことは序文「直毘霊」の中国への排外主義的な主張や、「神（カミ）」や「天（アメ）」などの語源研究の恣意性などに見てとれるといい、それが「事件」として受け取られ、吉田神道や垂加神道を淘汰し、近代の日本に繋がって行ったという。伝記と宣長の文学論は『本居宣長とは誰か』（平凡社新書）で論じられている。
本居宣長の「死後の弟子」である平田篤胤については『鬼神論』（1992）や『平田篤胤の世界』（2001）で、従来のキリスト教からの影響や、国家神道への影響という見方だけではなく、朱子や新井白石の儒教的な鬼神論からの系譜という観点から論じている。
日本近代思想の研究
その後も『江戸思想史講義』（1998）や『ブックガイド基本の30冊 日本思想史』など一連の著作で「日本思想史の問い直し」を続けており、編者を務めた学術雑誌『江戸の思想』（1999-99）では中国文学者竹内好や東洋思想史家溝口雄三の影響を受け、近代からのまなざしで理解されがちな江戸時代の思想を、当時のままの読み方で読解し、江戸時代から日本近代を分析するという「方法としての江戸」概念を提示している。
『日本近代思想批判』（旧題『近代知のアルケオロジー』、1996）で柳田民俗学における「一国史観」批判、和辻哲郎や太川周明による「日本思想史」の形成過程の検討、丸山眞男ら進歩的知識人の近代主義への批判、戦没者慰霊や戦争記憶の問題などを論じ、近代批判を創始した。それ以降近世の思想家だけでなく、福沢諭吉などの日本近代の思想家について論じている。徂徠学や宣長のナショナリズムなどといった近世思想史上の言説が近代でどのような反響をもたらしてきたのかという観点から近代を論じるという手法は、近世思想史家独自のものであると述べている。
この方面の著作として、明治維新による国家神道形成からアジア・太平洋戦争までの過程を俎上に上げた『国家と祭祀』（2004）、『近代の超克』（2008）、『和辻倫理学を読む』（2010）では、それぞれ水戸学派による国家神道の形成、京都学派とその周辺の展開した「近代の超克」論、和辻哲郎の『倫理学』執筆の過程や動機について論じている。『歎異抄の近代』は、親鸞の思想をめぐる近代の宗教家清沢満之、暁烏敏、倉田百三や、戦後の野間宏、吉本隆明らの分析を論じている。また、『昭和とは何であったか』（2008）や『「大正」を読み直す』（2016）では、書評の形式で幸徳秋水、大杉栄、河上肇、津田左右吉、和辻哲郎、大川周明らといった思想家の著書について論じている。
『「維新」的近代の幻想』（2020）では、津田左右吉の明治維新（王政復古）は薩長によるクーデターであるという主張に基づき、明治維新に端を発する日本の近代のあり方を思想史家の見地から再検討、批判している。江戸時代の失われた思想として横井小楠（国際普遍の理法）、鈴木雅之（地方農村の学習熱）、石田梅岩（商人の武士道精神）を取り上げて「明治は始まりに叡知を失った」という。日本の近代は荻生徂徠の「制作」論なら後期水戸学の「国体」が生み出され、それが戦後も和辻哲郎の「天皇制の本質に変わりはない」という言葉に受け継がれるという時代であり、大熊信行の「国家とは悪か？」という問いは長らく忘れ去られていた。近代日本のあり方に疑問を投げ掛ける視線として江戸と中国という他者の重要性を主張し、中江兆民のルソー漢訳や、尾崎秀実のアジア主義などを紹介している。
現代
時事問題に対しても思想史学の立場から積極的に発言しており、靖国神社問題、中国の「帝国」化や日中関係問題にも言及し、幅広い議論を行っている。『漢字論』(2003)では、本来中国語である漢語を「不可避の他者」として持つ日本語の性格について論じている。

### 評価
国内
思想史家（日本近世思想）の田尻祐一郎は、日本近世思想研究には<主体>論と<構造>論の二つの流れがあり、思想家の思想形成を論じる<主体>論は丸山眞男（『日本政治思想史研究』）ー尾藤正英（『日本封建思想史研究』）ー安丸良夫ー平石直昭、思想が歴史や社会構造によって作られているとする<構造>論は丸山眞男（『忠誠と反逆』）ー尾藤正英（『江戸時代とは何か』）ー子安宣邦ー渡辺浩だという。さらに、同世代の子安と安丸は同じ近代批判の立場にいながら、丸山眞男の方法を徹底的に批判したのが子安、丸山の方法を突き詰めた結果近代批判に至ったのが安丸だという。
『国家と祭祀』に対して宗教学者の島薗進は「神道とはなにか」を再考し、「広義の国家神道」として捉え直すべきだといっている。神道史研究者の新田均は子安の著書と島薗の意見を批判している。政治学者・宗教学者の田中悟はこの論争について、この著作は「神道と国家の関係性」（「国家の神道化」）について書いたものだったが、「国家神道」、また「神道」だけの問題として神道史研究者の中で受け取られ、批判の方向性がずれていってしまったこと、また「国家とはなにか」という問題に対しては国家神道を論じても解決にならないと述べている。
海外
著書の簡体・繁体中文訳が数点出版されている。また、繁体中文版Wikipediaでは台湾での活動について記されている。
趙京華は柄谷行人、高橋哲哉、小森陽一と共に、日本と東アジアについて考察したポストモダン知識人として取り上げている。

## 家族・親族
- 先妻：子安美知子はシュタイナー教育研究で知られる。
- 後妻：松井久子 ‐ 2022年に再婚[18]
- 先妻との娘：子安文はエッセイスト・ミュージシャン。

## 著書（単著）
- 『宣長と篤胤の世界』（中央公論社、中公叢書、1977年）。のち『平田篤胤の世界』ぺりかん社に所収
- 『伊藤仁斎 人倫的世界の思想』（東京大学出版会、1982年）。のち『伊藤仁斎の世界』ぺりかん社に所収
- 『「事件」としての徂徠学』（青土社、1990年）、ちくま学芸文庫、2000年
- 『鬼神論―儒家知識人のディスクール』（福武書店、1992年）
  - 『鬼神論ー神と祭祀のディスクール』（白澤社、2002年）
- 『本居宣長』（岩波新書、1992年）、増補版・岩波現代文庫、2001年
- 『「宣長問題」とは何か』（青土社、1995年）、ちくま学芸文庫、2000年
- 『近代知のアルケオロジー 国家と戦争と知識人』（岩波書店、1996年）
  - 『日本近代思想批判』岩波現代文庫、2003年
- 『江戸思想史講義』（岩波書店、1998年）、岩波現代文庫、2010年
- 『方法としての江戸―日本思想史と批判的視座』（ぺりかん社、2000年）
- 『平田篤胤の世界』（ぺりかん社、2001年、新版2009年）
- 『「アジア」はどう語られてきたか―近代日本のオリエンタリズム』（藤原書店、2003年）
- 『漢字論 不可避の他者』（岩波書店、2003年）
- 『伊藤仁斎の世界』（ぺりかん社、2004年）
- 『国家と祭祀─国家神道の現在』 (青土社、2004年)
- 『福沢諭吉「文明論之概略」精読』（岩波現代文庫、2005年）
- 『本居宣長とは誰か』（平凡社新書、2005年）
- 『宣長学講義』（岩波書店、2006年）
- 『日本ナショナリズムの解読』（白澤社、2007年）
- 『「近代の超克」とは何か』（青土社、2008年）
- 『徂徠学講義 『弁名』を読む』(岩波書店、2008年）
- 『昭和とは何であったか─反哲学的読書論』（藤原書店、2008年）
- 『思想史家が読む論語　「学び」の復権』岩波書店、2010
- 『和辻倫理学を読む もう一つの「近代の超克」』青土社 2010
- 『日本人は中国をどう語ってきたか』青土社 2012
- 『歎異抄の近代』白澤社 2014
- 『仁斎学講義 『語孟字義』を読む』ぺりかん社 2015
- 『帝国か民主か 中国と東アジア問題』社会評論社 2015
- 『「大正」を読み直す 幸徳・大杉・河上・津田、そして和辻・大川』藤原書店 2016
- 『仁斎論語 『論語古義』現代語訳と評釈』（上下）ぺりかん社 2017
- 『「維新」的近代の幻想　日本近代150年の歴史を読み直す』作品社 2020
- 『〈古事記〉講義　「高天原神話」を解読する』作品社 2022
- 『神と霊魂（たま） 本居宣長・平田篤胤の〈神〉論アンソロジー』作品社 2022
- 『天皇論　「象徴」と絶対的保守主義』作品社 2024

## 著作（その他）
共編著
- 『岩波哲学・思想辞典』廣松渉・三島憲一・宮本久雄・佐々木力・野家啓一・末木文美士共編（岩波書店 1998）
- 『日本思想史辞典』監修（ぺりかん社 2001年）
- 『平田篤胤』相良亨責任編集 中央公論社、1972
- 『江戸の思想』1〜10巻（ぺりかん社）
- 『日本思想史』 宮川康子・樋口浩造・田中聡（ブックガイドシリーズ 基本の30冊）（人文書院 2011年）
- 『日本思想史読本』古田光共編 東洋経済新報社 1979
- 『岩波講座 現代思想』全16巻、岩波書店。
- 歴史の共有体としての東アジア 日露戦争と日韓の歴史認識 崔文衡共著 藤原書店 2007.6
- 「[解説]日本倫理学の方法論的序章」和辻哲郎著『人間の学としての倫理学』岩波文庫2007

翻訳
- テツオ・ナジタ『懐徳堂 18世紀日本の「徳」の諸相』岩波書店 1992
- 佐藤信淵「鎔造化育論」（現代語訳）相良亨編『平田篤胤』

校注
- 平田篤胤『霊の真柱』（校注）岩波文庫 1998
- 平田篤胤『仙境異聞・勝五郎再生記聞』（校注）岩波文庫、2000
- 本居宣長「排蘆小船・石上私淑言 宣長「物のあはれ」歌論』（校注）岩波文庫、2003
- 本居宣長『紫文要領』校注 岩波文庫、2010年

### 外国語訳
子安宣邦作品集
- - 『福澤諭吉《文明論概略》精讀 ／東亞·思文叢書』陳瑋芬譯、北京：清華大學出版社。2010年。
  - 『東亞論　－　日本現代思想批判』趙京華譯、長春：吉林人民出版社。2011年。
  - 『東亞儒學：批判與方法 ／東亞文明研究叢書』陳偉芬等譯。國立臺灣大學出版中心。2014年。
  - 『日本現代思想批判 ／日本當代文化思想譯叢』趙京華譯。上海：上海譯文出版社。2017年。
  - 『江戶思想史講義』丁國旗譯。北京：生活·讀書·新知三聯書店。2017年（三聯書店子安宣邦作品集之一）
  - 『孔子的學問：日本人如何讀《論語》』吳燕譯，吳素蘭校譯（林少陽解説）。北京：生活·讀書·新知三聯書店。2017年（三聯書店子安宣邦作品集之二）。
  - 『何謂「現代的超克」？』董炳月譯。北京：生活·讀書·新知三聯書店。2018年（三聯書店子安宣邦作品集之三）。
  - 『近代日本的亞洲觀 精裝』趙京華譯。北京：生活·讀書·新知三聯書店。2019年（三聯書店子安宣邦作品集之四）。
  - 『近代日本的中國觀 ／子安宣邦作品集 精裝』王升遠譯。北京：生活·讀書·新知三聯書店。2020年（三聯書店子安宣邦作品集之五）。
  - 『漢字論：不可迴避的他者』顧春譯。北京：生活·讀書·新知三聯書店。2021年（三聯書店子安宣邦作品集之六）。
  - 『國家與祭祀：國家神道的現狀』董炳月譯。北京：生活·讀書·新知三聯書店。2021年（三聯書店子安宣邦作品集之七）
  - 『近代知識考古學：國家、戰爭與知識人』趙京華譯。北京：生活·讀書·新知三聯書店。2022年（三聯書店子安宣邦作品集之八）。

その他
- 동아・대동아・동아시아 : 근대 일본의 오리엔탈리즘 고야스 노부쿠니 ;이승연 옮김、역사비평사, 2005。

1. ↑  『現代日本人名録』
2. ↑  フランスの思想史家のミシェル・フーコーによれば、言説（ディスクール）とは、制度や権力と無意識のうちに結びつけられた言表（言語による表現）の総体である。また、言説の歴史は「系譜学」（ニーチェの提起したある観念の発生のときまで遡って考えること）をなす。
3. ↑  本書あとがきでフーコーとの出会いを「言説論的転回」と述懐している。
4. 1 2  田尻祐一郎「総論」苅部他編（2012）『日本思想史講座3 近世』ぺりかん社。田尻祐一郎(2016)「戦後の近世思想史研究をふりかえる」『日本思想史学』48号、ぺりかん社。
5. ↑  朱子学では政治秩序を「自然」的なものと捉えるが、荻生徂徠は西洋近代思想のようにそれを「作為」的なもの、人間が作り出したものと考えるようになったという丸山眞男の学説。
6. ↑  荻生徂徠は、朱子の四書集注に対して、朱子の生きた北宋時代の「名」（概念）と古代中国の「物」（事物）が一致していないと批判し、儒教経典を古代中国語により読み解き（古文辞学）いた。これにより「礼楽刑政之道」は古代中国の聖人が「制作」した「制度」であると考えた。
7. ↑  小島康敬（1993）「『本居宣長』子安宣邦」日本思想史学 (25)、pp.121-127。
8. ↑  本居宣長については他に、『江戸思想史講義』（岩波現代文庫）、『宣長学講義』（岩波書店）、『日本ナショナリズムの解読』（青土社）などで論じている。
9. ↑  儒教における「鬼神」とは死者の霊魂のこと。儒教の「礼」概念は祖霊祭祀と深く結び付いており、「鬼神」言説には長い論争の歴史があった。孔子は鬼神について明確な言及を避けたが、朱子学では『朱子語類』『四書集注』で鬼神について議論が行われている。日本では朱子学者である新井白石の『鬼神論』に対する批判の書として平田篤胤が『新鬼神論』を著した。鬼神は後期水戸学でも重要視され、国家神道の根拠になっていく。
10. ↑  取り上げている人物は中江藤樹、山崎闇斎学派、伊藤仁斎、三宅尚斎、荻生徂徠、中井履軒、賀茂真淵、本居宣長。
11. ↑  このうち自身の筆は『方法としての江戸』（ぺりかん社）にまとめられている。
12. ↑  『福沢諭吉「文明論之概略」精読』.岩波書店
13. ↑   『国家と祭祀』. 青土社
14. ↑  『「アジア」はどう語られてきたか―近代日本のオリエンタリズム』(2003)、『日本人は中国をどう語ってきたか』(2012)
、『帝国か民主か』(2015)
15. ↑  田中悟「関係論としての「国家神道」論」『宗教研究』第83巻第1号、日本宗教学会、2009年、139-160頁、doi:10.20716/rsjars.83.1_139、ISSN 0387-3293、NAID 110007330863。
16. ↑  趙京華（2007）『日本后现代与知识左翼』、生活·读书·新知三联书店
17. ↑  “日本后现代与知识左翼”. 2020年12月24日閲覧。
18. ↑  松井久子「2年前、76歳と89歳で再婚。前夫と離婚して40年以上、結婚はもうこりごりと思っていた。70過ぎて再婚した理由は」婦人公論jp, 2024年07月22日